# Joachim Steyer
Joachim Steyer (* 9. April 1966 in Bremen) ist ein deutscher Politiker (AfD). Seit 2021 ist er Abgeordneter im Landtag von Baden-Württemberg.

## Leben
Steyer legte 1982 die Mittlere Reife an der Gesamtschule Bremen-West ab. Von 1982 bis 1986 machte er eine Ausbildung zum Gas- und Wasserinstallateur und Klempner. Von 1986 bis 1987 leistete er Wehrdienst bei der Marine. Von 1988 bis 1991 war er als Facharbeiter in Hechingen tätig. 1991 legte er die Prüfung zum Gas- und Wasserinstallateurmeister ab. Von 1992 bis 2021 war er selbstständiger Gas- und Wasserinstallateurmeister in Burladingen.
Steyer lebt in Burladingen, ist verheiratet und hat vier erwachsene Kinder.

## Politik
Steyer trat 2015 in die AfD ein. 2018 wurde er Vorsitzender des neu gegründeten AfD-Ortsverbandes Burladingen. 2019 wurde er in den Gemeinderat Burladingen gewählt, wo er seither der vierköpfigen AfD-Fraktion vorsitzt. Seit demselben Jahr ist er Beisitzer im AfD-Kreisvorstand Zollernalb. Bei der Landtagswahl in Baden-Württemberg 2021 wurde er mit 12,2 Prozent der Stimmen über ein Zweitmandat im Landtagswahlkreis Hechingen-Münsingen in den Landtag von Baden-Württemberg gewählt. Bei der Landtagswahl 2026 kandidiert er nicht erneut.